# (1593) Fagnes
(1593) Fagnes es un asteroide perteneciente al grupo de los asteroides que cruzan la órbita de Marte descubierto por Sylvain Julien Victor Arend desde el Real Observatorio de Bélgica, Uccle, el 1 de junio de 1951.

## Designación y nombre
Fagnes fue designado al principio como 1951 LB.
Más tarde se nombró por las Hautes Fagnes, una región de Bélgica.

## Características orbitales
Fagnes orbita a una distancia media del Sol de 2,224 ua, pudiendo alejarse hasta 2,852 ua. Tiene una inclinación orbital de 9,984° y una excentricidad de 0,2821. Emplea en completar una órbita alrededor del Sol 1212 días.